# Biało-czerwona u brzegów Antarktydy
Biało-czerwona u brzegów Antarktydy – książka Ryszarda Badowskiego wydana w 1977 przez Wydawnictwa Radia i Telewizji w Warszawie.
Praca stanowi reporterską relację z pierwszej wyprawy polskich naukowców i rybaków na wody Antarktyki (1976), podczas której dokonano pierwszych przybić polskiego statku do kilku wysp w tym rejonie (m.in. Sandwich Południowy). W rejsie pod kierownictwem Stanisława Rakusy-Suszczewskiego i Daniela Dutkiewicza, udział wzięły dwie jednostki: statek naukowo badawczy "Profesor Siedlecki" i trawler-przetwórnia "Tazar". Celem rejsu było zbadanie możliwości połowów i przetwarzania kryla. Wyprawa zakończyła się powodzeniem, co umożliwiło polskim naukowcom opracowanie jednej z najlepszych wówczas dokumentacji naukowych i opracowań technologicznych na ten temat. Reportaż zawiera barwne opisy przygód uczestników, często związanych z pionierskim charakterem rejsu. Podczas jego trwania dokonano m.in. pierwszej polskiej wspinaczki na Antarktyce (Georgia Południowa), odnotowanej przez Szymona Wdowiaka. W wyprawie wzięła udział Anna Jakubiec-Puka, druga, po Alinie Centkiewiczowej, Polka na Antarktyce i pierwsza na Morzu Scotia i w Antarktyce Zachodniej.
Ryszard Badowski zrealizował na podstawie książki dla Telewizji Polskiej film pod takim samym tytułem.